# Strážkovice
Strážkovice település Csehországban, a České Budějovice-i járásban. Strážkovice Střížov, Trhové Sviny, Nová Ves, Komařice, Borovnice, Ostrolovský Újezd, Ledenice és Borovany településekkel határos. Lakosainak száma 525 fő (2024. január 1.).

## Népesség
A település lakosságának változását az alábbi diagram mutatja:
| Lakosok száma | 545  | 661  | 599  | 461  | 372  | 345  | 478  | 492  | 502  | 525  |
|               | 1869 | 1890 | 1921 | 1950 | 1980 | 2001 | 2017 | 2019 | 2022 | 2024 |